# 非裔加勒比人
非裔加勒比人是加勒比地區內擁有全部或部分非洲黑人血统的人。現在的非洲裔加勒比人大部分是 15世纪至19世纪期间由於大西洋奴隸貿易被販賣至加勒比地區的非洲黑人（主要来自西非和中部非洲）的后裔，他们被販賣到加勒比地區後起初主要在各种甘蔗种植园內工作。非裔加勒比人這一稱呼并非由加勒比地區的黑人自己起的，而是由歐裔美國人在20世纪60年代末給他們起的稱呼。 。